# Ізоморфізм (хімія)

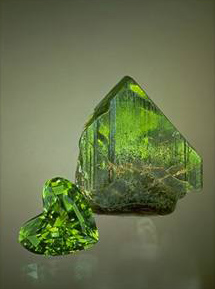
Форстерит.

Ізоморфі́зм — здатність атомів і молекул до взаємного заміщення у кристалічних ґратках. Речовини, які здатні проявляти ізоморфізм, називають ізоморфними. 

## Загальна характеристика
Термін ізоморфізм був введений Ейльгардом Мічерліхом у 1819 році.
У кристалічних сумішах іони, атоми чи їхні сукупності, заміщують аналогічні структурні одиниці, близькі за своїми ефективними радіусами і кристалізуються в однакових формах. Внаслідок таких процесів утворюються ізоморфні суміші, котрі є твердими розчинами заміщення.
Розрізняють ізоморфізм: гетеровалентний, ізовалентний, аномальний, блоковий, досконалий або безперервний, полімерний, полярний та ін.
Ізоморфізм є основною причиною наявності у рудах легко- і важкофлотованих різновидів одного й того ж мінералу.
Приклад. Вміст заліза і магнію змінюється між крайніми членами ізоморфного ряду олівіну: форстеритом Mg2[SiO4] і фаялітом — Fe2[SiO4].

## Різновиди ізоморфізму
ІЗОМОРФІЗМ АНОМАЛЬНИЙ — ізоморфізм випадковий, викликаний близькістю деяких параметрів структури.
ІЗОМОРФІЗМ БЕЗПЕРЕРВНИЙ (ДОСКОНАЛИЙ) — ізоморфізм із широкою областю та безперервним рядом змішаних кристалів.
ІЗОМОРФІЗМ БЛОКОВИЙ — ізоморфізм, який виявляється у субмікронних проростаннях кристалів.
ІЗОМОРФІЗМ ГЕТЕРОВАЛЕНТНИЙ — заміщення в структурі кристалів одних йонів іншими, відмінними за валентністю, але близькими за радіусом.
ІЗОМОРФІЗМ ДОСКОНАЛИЙ — ізоморфізм з широкою областю та безперервним рядом змішаних кристалів.
ІЗОМОРФІЗМ ІЗОВАЛЕНТНИЙ — заміщення в структурі кристалів одних йонів іншими, однаковими за валентністю.
ІЗОМОРФІЗМ КОМПЕНСАЦІЙНИЙ — заміщення одного елемента, якого не вистачає в розплаві чи розчині, домішками, що призводить до підвищення вмісту елементів-домішок у мінералах.
ІЗОМОРФІЗМ НЕДОСКОНАЛИЙ (ОБМЕЖЕНИЙ, ПЕРЕРИВЧАСТИЙ) — ізоморфізм, при якому відношення кількості елемента, який заміщає, до заміщеного, знаходиться в певних межах. Наприклад, ортоклаз і альбіт ізоморфні при високих т-рах, а з пониженням т-ри вони розпадаються на окремі мінерали.
ІЗОМОРФІЗМ ОСОБЛИВОГО РОДУ — явище, при якому в кристалічну ґратку однієї сполуки включені шари або блоки інш. сполуки субмікроскопічних розмірів. При цьому утворюються своєрідні кристалозолі.
ІЗОМОРФІЗМ ПОЛІМЕРНИЙ — ізоморфізм, при якому кілька комірок однієї структури утворюють одну комірку іншої структури, наприклад, ізоморфізм у випадку TiO2 — FeNb2O6.
ІЗОМОРФІЗМ ПОЛЯРНИЙ (СПРЯМОВАНИЙ) — вибіркова здатність йонів до ізоморфного заміщення, зумовлена енергетичним виграшем.